# Ognissanti, Firence
Chiesa di San Salvatore di Ognissanti ali preprosteje cerkev Ognissanti ('Cerkev vseh svetnikov'), je frančiškanska cerkev na istoimenskem trgu v osrednjih Firencah, regija Toskana, Italija. Cerkev, ki jo je ustanovil laični red Umiliatov, je bila posvečena vsem svetnikom in mučencem, znanim in neznanim.
Je grobišče slavnega zgodnjerenesančnega slikarja Sandra Botticellija in raziskovalca iz obdobja odkritij Ameriga Vespuccija, po katerem izhaja ime Amerika.

## Zgodovina
Prvotno je bila dokončan v 1250-ih, vendar jo je okoli leta 1627 v baročnem slogu skoraj v celoti obnovil arhitekt Bartolomeo Pettirossi. Kmalu zatem je bila postavljena nova fasada (1637) po načrtih Mattea Nigettija, ki je ohranil zastekljeno luneto iz terakote nad vrati, ki je sicer podobna delu |Della Robbia, zdaj pa jo pripisujejo Benedettu Buglioniju. Ognissanti je bila med prvimi primeri baročne arhitekture, ki je prodrla v to renesančno mesto. Njeni trije obrnjeni vrstni redi pilastrov obdajajo niše in okna z dovršenimi venci. Levo od fasade je zvonik iz 13. in 14. stoletja.
Umiliati so si s predanostjo in poštenostjo bratov in sester laikov pridobili ugled v Firencah in v njihovi hudo preprosti cerkvi so se začele kopičiti posvečene umetnine. Na primer, Giottova slavna Madona z otrokom z angeli (ok. 1310) je bila naslikana za veliki oltar. Nedavno čiščenje razpela v levem transeptu je privedlo do tega, da so tudi to delo pripisali Giottu.{{refn|group=n|The paintings on panels, always considered noteworthy, V 16. stoletju je moč Umiliatov upadala in leta 1571 je frančiškanski red prevzel nadzor nad cerkvijo in je lahko v cerkev prinesti dragocene relikvije, kot je oblačilo svetega Frančiška Asiškega.
V zgodnjem 17. stoletju je bila notranjost predelana v baročnem slogu z apsido, prezidano z velikim oltarjem v pietra dura in sotto v superspektivni poslikavi (1770) na obokanem stropu ladje. V ladji so bile ohranjene freske Domenica Ghirlandaia in Sandra Botticellija iz 15. stoletja; Botticelli je pokopan v cerkvi blizu svoje ljubljene Simonette Vespucci. Botticellijeva freska sv. Avguština v svojem studiu je obrnjena čez ladjo proti kapeli z Ghirlandaiovim sv. Hieronimom v studiu; oba sta bila naslikana sočasno leta 1480.
Ghirlandaio je poslikal tudi različico Zadnje večerje v refektoriju, danes muzeju, ki se nahaja med obema samostanoma, delo, ki je verjetno vplivalo na poznejše delo Leonarda da Vincija v Milanu.
V Vespuccijevi kapeli je freska Domenica Ghirlandaia z njegovim bratom Davidom, ki prikazuje Madonno della Misericordia, ki varuje člane družine Vespucci (ok. 1472), in naj bi vključevala portret Ameriga Vespuccija kot otroka. Ko je Amerigo našel zaliv v pravi Braziliji, ga je poimenoval San Salvatore di Ognissanti, v portugalščini San Salvador de Todos os Santos: to je izvor imena mesta Salvador in Bahia de Todos os Santos.
Nad vrati v zakristijo je razpelo v lesu Veita Stossa.